# NGC 520
NGC 520 (другие обозначения — UGC 966, IRAS01219+0331, MCG 1-4-52, ARP 157, ZWG 411.50, VV 231, KCPG 31B, PRC D-44, PGC 5193) — галактика в созвездии Рыбы.
Этот объект входит в состав групп галактик NGC 470 (17 объектов) и NGC 524 (14 объектов). Помимо неё в составе последней наиболее яркими представителями группы являются NGC 470 и NGC 474.
Этот объект входит в число перечисленных в оригинальной редакции «Нового общего каталога».
По-видимому, NGC 520 является парой взаимодействующих галактик. У этого объекта есть искажённая полоса пыли и выпуклость, которые могут быть результатом столкновения нескольких галактик. Воронцов-Вельяминов выделяет три компонента NGC 520. 
В ближнем инфракрасном диапазоне структура объекта более проста: яркая точка, которая находится в центре (является максимумом инфракрасного излучения в этом объекте), с помощью «моста» соединяется с «узлом», находящимся на северо-западе. Он не наблюдается в видимом диапазоне. При этом центральная «точка» состоит из трёх частей.